# Biserica de lemn din Girov

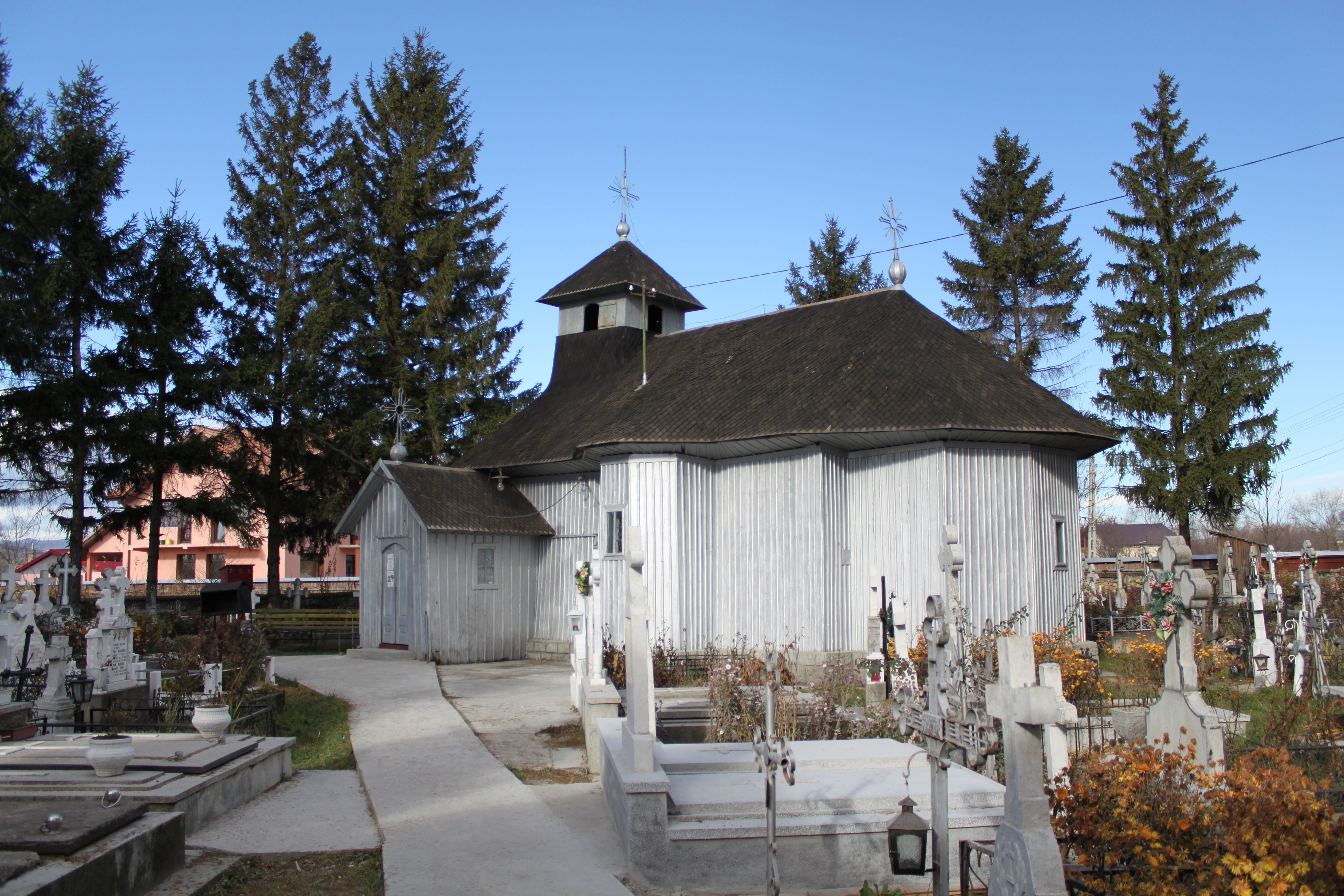
Biserica de lemn din Girov, judeţul Neamţ

Biserica de lemn din Girov, comuna Girov, județul Neamț are hramul Sfântul Nicolae și este monument istoric (cod LMI NT-II-m-B-10623).